# Han Mingdi
Han Mingdi, imię publiczne: Yan, chiń. 严 (ur. 28, zm. 5 września 75 w Luoyangu) – drugi cesarz Późniejszej dynastii Han, panujący od 29 marca 57 aż do śmierci.
Liu Zhuang, w oficjalnej historiografii znany jako cesarz Ming, był czwartym synem cesarza Guangwu (25-57) oraz pierwszym synem z jego związku z Yin Lihua. Objął władzę w wieku prawie trzydziestu lat i chociaż sukcesja przebiegła bez przeszkód, to nie czuł się na tronie zbyt pewnie. Cesarz doprowadził do śmierci swojego przyrodniego brata Liu Yinga i w trakcie masowych prześladowań, które potem nastąpiły, aresztowano tysiące ludzi podejrzanych o udział w antycesarskim spisku. Liu Zhuang kontynuował dzieło odbudowy Chin ze zniszczeń wojny domowej rozpoczęte przez jego ojca. Jego najważniejszymi osiągnięciami w tym zakresie było ponowne uregulowanie Huang He i zakończenie budowy nowej stolicy dynastii, jak również ukończenie Wielkiego Kanału, który komunikował Louyang z rzeką Huai i chińskim Południem. Osobiście zainteresowany konfucjanizmem, cesarz był ważnym patronem jego nauczania i związanych z nim rytuałów. Za jego panowania pogranicze cesarstwa pozostawało bezpieczne, zaś zwycięstwa nad Xiongnu pozwoliły na ponowne ustanowienie chińskiej hegemonii w Rejonach Zachodnich. Jeden z edyktów Liu Zhuanga jest najstarszym tekstem potwierdzającym istnienie na terenie Chin wspólnoty buddyjskiej. Późniejsze pokolenia pamiętały jego rządy jako czas pomyślności i pokoju.

## Dzieciństwo i młodość
Przyszły cesarz urodził się w 28 i był czwartym synem Guangwu (25-57) oraz pierwszym synem z jego związku z Yin Lihua. Nadano mu imię osobiste Yang (阳), zaś w 39 otrzymał tytuł diuka ((公, gong) Donghai (w 41 jego tytuł został podniesiony do rangi księcia, tak samo jak tytuły jego braci). Dwa lata później jego matka została cesarzową, zastępując w tej roli Guo Shengtong, co prawdopodobnie stało się pod naciskiem frakcji z Nanyang, rodzinnej komanderii cesarza. Formalnie następcą tronu pozostał najstarszy syn Guo Shengtong, Liu Qiang, jednak logika nakazywała by zastąpił go syn nowej cesarzowej. 20 sierpnia 43 Liu Yang został mianowany następcą tronu i to wtedy zmieniono jego imię osobiste z Yang na Zhuang, zapisywane rzadziej używanym znakiem, by uniknąć późniejszych problemów z tabu związanym z imieniem cesarza.
Liu Zhuang miał czytać Kronikę Wiosen i Jesieni w wieku lat 10 i został dopuszczony do obserwowania narad na dworze, ukryty za zasłoną, jeszcze zanim został mianowany następcą tronu. W 51 w trakcie otwartej debaty argumentował, iż akceptacja hołdu Południowych Xiongnu wyklucza zawarcie pokoju z Północnymi Xiongnu, to bowiem sprawiłoby, że nowi wasale mogliby stać się niepewni. Jego opinia reprezentowała konsensus dworu i została przyjęta przez cesarza. Według Rafe de Crespigny’ego Liu Zhuang ewidentnie odgrywał istotną rolę w dworskich naradach.

## Cesarskie rządy

### Sukcesja i ród cesarski
Pomimo mianowania Liu Zhuanga następcą tronu Guangwu nadal w szczególny sposób wyróżniał swojego najstarszego syna, któremu podarował księstwo Lu złożone z niemal trzydziestu powiatów (縣, xian) wraz ze wspaniałym pałacem Lingguang, specjalnym oddziałem gwardii oraz innymi quasi-cesarskimi przywilejami. W 54 cesarz odwiedził księstwo Lu i na początku 56 wszyscy jego synowie, którym również nie poskąpił swoich łask, przybyli do Luoyangu by świętować Nowy Rok. Następnie Liu Qiang towarzyszył Guangwu w jego podróży na wschód, której kulminacją było dokonanie ofiar Feng Shan na świętej górze Tai Shan. Nie ma powodu by widzieć w tym zachowaniu coś innego niż przejawy ojcowskiej łaskawości w stosunku do najstarszego syna, jednak wydaje się, iż na łożu śmierci Guangwu zorientował się, że jego intencje mogą zostać opacznie zrozumiane. Dlatego wydał edykt testamentalny, nakazujący by Wielki Komendant (太尉, taiwei) Zhao Xi, najstarszy ze stojących na czele cesarskiej biurokracji Trzech Ekscelencji, przejął przewodnictwo nad procedurą sukcesji i stwierdzający, że jego następca Liu Zhuang ma natychmiast objąć władzę.
Guangwu zmarł 29 marca 57 i następnego dnia, pod przewodnictwem Zhao Xi, odbyła się ceremonia objęcia tronu przez Liu Zhuanga, która przebiegła bez zakłóceń. Liu Zhuang miał prawie trzydzieści lat oraz spore doświadczenie w życiu publicznym, tak że jego pozycja jako nowego władcy wydawała się nader stabilna. Z drugiej strony była to pierwsza sukcesja w ramach nowej dynastii, po śmierci jej założyciela, i w związku z tym można było się spodziewać pewnych napięć wewnątrz rodu rządzącego. Za świadectwo tych napięć należy uznać fakt, iż brat Liu Zhuanga, Liu Jing, który był księciem Shanyangu, napisał list do Liu Qianga zachęcający go do rebelii. Liu Qiang natychmiast przekazał list nowemu cesarzowi i sprawa została wyciszona, niemniej Liu Jing musiał opuścić stolicę. Początkowo wysłano go do pobliskiego powiatu w Henanie, jednak ponieważ nadal zasięgał porad astrologów szukając znaków przepowiadających mu cesarską przyszłość wkrótce przeniesiono go do odległego Guangling (dzis. Yangzhou) w dolnym biegu Jangcy.
Liu Qiang zmarł latem następnego roku i chociaż nic nie wskazuje na udział cesarza, to jego śmierć była dla niego bez wątpienia powodem do ulgi. Szybka reakcja Liu Qianga na inicjatywę Liu Jinga zapobiegła jakiemukolwiek konfliktowi o sukcesję, jednak cała sprawa „miała wpływ na nowego władcę, nie tylko jeśli chodzi o jego relacje z braćmi, ale także osobiste poczucie legitymizacji”. Liu Jing prawdopodobnie był psychicznie chory i w 67 odkryto, iż zachęca magów i szamanów by sprowadzili klątwę na cesarza. Niechętnie, ale ostatecznie cesarz skazał go na śmierć, i Liu Jing popełnił samobójstwo.
Jeden z przyrodnich braci cesarza, książę Chu Liu Ying, miał interesować się szkołą Huang-Lao i być jednym z pierwszych patronów buddyzmu w Chinach. W 65 Liu Ying, który najwidoczniej był podejrzany o udział w jakiejś intrydze, wysłał do cesarza prośbę o łaskę i dar ze znacznej ilości jedwabiu. Liu Zhuang odpowiedział mu nader łaskawie, gratulując znajomości nauk Huang-Lao oraz praktykowania humanitarnego kultu Buddy, z jego regularnym oczyszczaniem się i postem, a także gościnności wobec buddyjskich wyznawców (yipusai, pali upasaka) i mnichów (sangmen, pali Samana). Jedwab został zwrócony, by Liu Ying mógł kontynuować swoje zbożne dzieło.
Ten edykt Liu Zhuanga „jest pierwszym tekstem historii chińskiego Buddyzmu, pokazującym jego wczesny związek z popularnym taoizmem”. Późniejsza buddyjska tradycja przypisała Liu Zhuangowi bardziej bezpośrednie wspieranie nowej religii. Według pochodzącej z połowy III wieku przedmowy do Sutry w Czterdziestu Dwóch Częściach sen miał zainspirować cesarza do wysłania na Zachód ludzi w poszukiwaniu buddyjskich tekstów, kiedy zaś ci powrócili nakazał on budowę Świątyni Białego Konia. Ta historia jest jednak bez wątpienia fikcyjna i nosi znamiona późniejszej buddyjskiej propagandy – w rzeczywistości najwcześniejsze świadectwa buddyzmu w Luoyangu datowane są na II wiek, zaś Świątynia Białego Konia prawdopodobnie powstała dopiero w trzecim stuleciu.
Liu Ying dalej kultywował swoje egzotyczne zainteresowania i praktyki, coraz bardziej polegając na alchemikach, magach i wieszczkach różnego autoramentu. Pod koniec 70 został oskarżony o poszukiwanie omenów i zadawanie się ze złymi ludźmi, zaś jego postępowanie zostało zakwalifikowane jako przypadek Wielkiego Oporu i Bezbożności (大逆不道, dani budao), kategorii najpoważniejszych przestępstw, podlegających najsurowszym karom. Pozbawiony swojego lenna Liu Ying został wysłany do Danyangu, na południe od Jangcy, i kilka miesięcy później popełnił samobójstwo. Następnie cesarz przystąpił do bezwzględnej czystki, mającej dotknąć każdego podejrzanego o jakikolwiek związek z niewłaściwym postępowaniem jego brata. Aresztowano tysiące ludzi i wielu z nich torturowano, by wydobyć z nich przyznanie się do winy i imiona innych „spiskowców”. Oskarżenia dotknęły następnych dwóch braci cesarza, Liu Kanga, księcia Ji’nanu, który został ukarany utratą pięciu powiatów ze swojego lenna, oraz Liu Yana, księcia Huaiyang, który ledwo uszedł z życiem, podczas gdy jego lenno zredukowano do jedynie dwóch powiatów. Ekscelencję Xing Mu skazano na śmierć, a druga popełniła samobójstwo, zginął także Han Guang, jeden ze szwagrów cesarza, i zniesiono dziesięć markizatów (侯, hou). Liczba ludzi, którzy zginęli w wyniku prześladowań jest nieznana, jednak cesarz pozostał niespokojny i zagniewany, tak że oskarżenia i aresztowania zakończyły się dopiero wraz z jego śmiercią.
Nie da się z pewnością stwierdzić, dlaczego sprawa Liu Yinga tak wstrząsnęła cesarzem, można jednak przypuszczać, iż po prostu nigdy nie czuł się bezpieczny i w pełni akceptowany jako władca. Początkowo starał się mitygować w stosunku do swoich braci i postąpił dość łagodnie w stosunku do Liu Jinga, zaś w 65 okazał łaskę Liu Yingowi. To co w 67 wydarzyło się wokół Liu Jinga, który pomieszał ze sobą magię, przepowiadanie i groźbę rebelii musiało jednak poważnie wpłynąć na psychikę cesarza. Gdy w 70 Liu Yinga oskarżono powtórnie, Liu Zhuang popadł w paranoję. Obsesja cesarza miała drastyczne skutki dla wielu pojedynczych ludzi, lecz nie zachwiała jego rządami, „co samo w sobie pokazuje jak bezpodstawne były jego obawy”.

### Wieczny pokój, rytuały i uczeni

#### Kwestie gospodarcze
Obejmując tron Liu Zhuang proklamował erę „Wiecznego Pokoju” (Yongping) i pozostała ona w mocy aż do końca jego panowania. Po zakończeniu wojny domowej Guangwu zrobił wiele by podnieść kraj ze zniszczeń i zbudować nową stolicę, jednak znaczna część jego projektów pozostała nie ukończona. W szczególności nie udało się na powrót uregulować Huang He, której wylew miał tak katastrofalne skutki dla panowania Wang Manga, i nadal zagrażała ona ludności i gospodarce Wielkiej Równiny. Prace nad odbudową systemu zapór były kontynuowane za rządów Liu Zhuanga i 8 maja 70 cesarz wydał edykt celebrujący ich zakończenie i nakazujący ponowne zasiedlenie odzyskanych terenów. W tym samym czasie trwały także prace nad budową Wielkiego Kanału, który łączył w sobie drogi wodne prowadzące daleko na południe, aż do rzeki Huai. Po jego ukończeniu stolica miała możliwość sprowadzania zaopatrzenia zarówno z północy, dokąd prowadziła Huang He (Luo He, rzeka, od której Louyang wziął swoją nazwę, była dopływem Huang He), jak i z południa. Dwie drogi wodne spotykały się w powiecie Rongyang (dzis. Xingyang, część prefektury Zhengzhou) gdzie Spichrz Ao służył jako magazyn i miejsce przeładunku dla towarów przesyłanych następnie w górę rzeki do stolicy.
W 62 w Louyangu zbudowano Zawsze Pełen Spichrz (常滿仓, changman cang), który wraz z istniejącym już Wielkim Spichrzem (大仓, dacang) w zamyśle cesarza miał posłużyć do stworzenia systemu kontrolowania cen zbóż, umożliwiając ich magazynowanie w czasach urodzaju i sprzedawanie po niskiej cenie w czasach niedoboru. Była to próba powrotu do polityki prowadzonej niegdyś przez Wcześniejszych Hanów i Wang Manga, jednak w 68 urzędnik Liu Ban zwrócił uwagę, iż skup zboża przez państwo w rzeczywistości prowadzi jedynie do zwiększenia dochodów wielkich właścicieli ziemskich w czasach urodzaju, podczas gdy zwykli ludzie nie odnoszą korzyści gdy zboża brakuje. Liu Ban miał prawdopodobnie rację – administracja Późniejszych Hanów okazała się niezdolna do właściwego zawiadywania systemem państwowych cen zbóż i eksperyment porzucono.

#### Projekty budowlane i kwestie rytualne
Liu Zhuang doprowadził również do końca szereg projektów budowlanych swojego ojca w stolicy, z których część za poprzedniego panowania została zaledwie rozpoczęta. Należy tutaj wymienić w szczególności Północny Pałac, który został odbudowany w latach 60 do 65, oraz położone na przedmieściach tzw. Trzy Klauzury (三雍, San yong), tj. Jaśniejącą Salę (明堂, Mingtang), Duchowy Taras (靈臺, Lingtai) i Okrągły Staw (辟雍, Biyong). Na wiosnę 59 cesarz złożył ofiary w Jaśniejącej Sali i jeszcze tego samego dnia był świadkiem ceremonii w Duchowym Tarasie (głównym cesarskim obserwatorium). Inauguracja Trzech Klauzur ostatecznie dokonała się gdy kilka tygodni później w Okrągłym Stawie odbył się konkurs łucznictwa. Z punktu widzenia kultu cesarskiego ważna była również budowa Świątyni Założyciela Epoki (世祖庙, Shizu miao), poświęconej Guangwu, której inauguracja odbyła się zimą 60. Była to świątynia przodków władców Późniejszej dynastii Han i to w niej po ich śmierci umieszczano ich tabliczki przodków. Stała się ona także jednym z miejsc dokonywania ważnego rytuału Pięciu Ofiar, składanych oprócz tego również w Świątyni Nieba, Świątyni Ziemi, Jaśniejącej Sali i Świątyni Dostojnego Założyciela, tj. Gaozu. Również ta ostatnia budowla zawdzięczała swoje powstanie Liu Zhuangowi, który nakazał jej zbudowanie w miejsce dotychczasowej tymczasowej konstrukcji.
Budowa szeregu wspomnianych powyżej ceremonialnych budowli wymownie świadczy o zaangażowaniu Liu Zhuanga w ustanowienie właściwego kultu cesarskiego oraz przestrzeganie rytuałów. Jako cesarz kontynuował on swoje zapoczątkowane w młodości zainteresowanie konfucjanizmem i patronował studiom w tej dziedzinie podejmowanym na Cesarskim Uniwersytecie. Cesarz osobiście brał udział w dyskusjach na temat konfucjańskich klasyków i w 71 pod tytułem „Szczegółowy Komentarz do Głównych Punktów Tradycji Pięciu Żywiołów” wydano zapis toczonej przed nim debaty. Ostateczna redakcja tego zbioru została dokonana przez Huan Yu, syna Huan Ronga, który niegdyś był nauczycielem Liu Zhuanga i czołowym uczonym jego panowania, jednak jako autor kompilacji wskazany jest sam cesarz. Dzieło to zachowało się jedynie we fragmentach, które wskazują na to iż podkreślało ono rolę władcy jako centrum kosmosu, jednocześnie pokazując jak Niebo ostrzega go za pomocą znaków i kataklizmów. Tym samym pozostawało ono wierne tradycji konfucjańskiej szkoły Nowych Tekstów.
Inną inicjatywą cesarza w zakresie nauczania było ustanowienie w 66 Szkoły Pałacowej dla Szlachetnych Rodzin (四姓小侯学校, sixing xiao hou xuexiao), początkowo przeznaczonej jedynie dla młodych arystokratów z najważniejszych rodów spowinowaconych z rodziną cesarską, wkrótce jednak otwartej także dla synów książąt i markizów oraz książąt Xiongnu i innych ludów barbarzyńskich przebywających na dworze jako zakładnicy. Program nauczania szkoły był oparty na Pięcioksięgu, z naciskiem również na Klasyka Nabożności Synowskiej. W okresie Późniejszych Hanów Klasyk stał się podstawą oficjalnej moralności.
Cesarz dokonywał wielu aktów publicznej łaskawości, nagradzając wybranych arystokratów, nadając ziemię ubogim oraz zwalniając z podatków ulubione przez siebie miejsca. Poza tym często podróżował – w 59 udał się do Chang’anu (dzis. Xi’an), gdzie odwiedził Świątynię Gaozu oraz groby cesarzy Wcześniejszej Dynastii Han; w 62 udał się w długą podróż na Wschód, w 67 znalazł się w Nanyangu, rodzinnej miejscowości Późniejszych Hanów, zaś w 72 był ponownie na Wschodzie. Te wyprawy pozwalały na bardziej osobistą manifestację cesarskiego majestatu i łaskawości także w miejscach oddalonych od stolicy.

### Sprawy pogranicza
W latach 50. wódz Qiangów Dianyu przedsięwziął serię rajdów na terytorium komanderii Jincheng i pokonał chińskie siły w pobliżu dzisiejszego Lanzhou. W odpowiedzi wysłano przeciwko niemu armię i w 59 Dianyu został pokonany, zaś jego ludzie osiedleni na terytorium cesarstwa. Do znacznie ważniejszego przypadku akcesji nowego ludu doszło na południowym zachodzie, gdzie w 69 poddał się wódz Ailao Liumiao. Liumiao miało podlegać pół miliona ludzi i granice ustanowionej dla nowych poddanych imperium komanderii Yongchang przynajmniej nominalnie rozciągały się na cały dzisiejszy zachodni Junnan, aż do górnego basenu Irawadi w Mjanmie. Można wątpić w efektywność chińskich rządów w tak odległym i słabo zsinizowanym regionie, ale Administratorzy (太守, taishou) Yongchang mieli być powoływani aż do końca rządów dynastii.
Za panowania Liu Zhuanga Chiny nadal korzystały z rozpadu Xiongnu na Północnych i Południowych. Gdy w 65 pojawiły się spekulacje na temat możliwości porozumienia pomiędzy dwoma odłamami Xiongnu powołano nowe dowództwo Generała Przekraczającego Liao (度辽将军, du-Liaojiangjun), z siedzibą w komanderii Wuyuan w pobliżu dzisiejszego Baotou. Ta mała profesjonalna armia miała wzmocnić chińską obronę i zagwarantować, że Xiongnu pozostaną podzieleni. Dawni chińscy mieszkańcy pogranicza byli zachęcani do powrotu, na miejscu osiedlano także rodziny więźniów z których tworzono lokalną milicję, jednak te działania odniosły ograniczony sukces. Niewielu ludzi chciało mieszkać w niebezpiecznym regionie pogranicznym.
Ustanowienie dowództwa Generała Przekraczającego Liao zakończyło się sukcesem, jednak Północni Xiongnu powoli odzyskiwali siły i podobno bramy miast od Wuwei do Dunhuangu były zamknięte nawet w dzień ze względu na ich rajdy. W tej sytuacji w 73 cesarz zaakceptował przeprowadzenie dużej ekspedycji karnej, która miała dotrzeć w samo serce terytorium Północnych Xiongnu. Chińczycy zaatakowali w czterech kolumnach, jednak jak na ilość zaangażowanych sił rezultaty były skromne, gdyż jedynie kolumna dowodzona przez Dou Gu pokonała lokalnego króla Xiongnu i zajęła oazę Yiwu w rejonie dzisiejszego Hami. Zimą następnego roku Dou Gu stanął na czele kolejnej ekspedycji, liczącej tym razem 14 tys. jeźdźców, raz jeszcze pokonał Xiongnu i podporządkował Chińczykom królestwo Jushi, położone w rejonie pasma Bogda Shan.
Po raz pierwszy od czasów Wang Manga Chińczycy pojawili się w Azji Środkowej i niektóre państwa Rejonów Zachodnich przysłały na dwór cesarski swoich zakładników. Liu Zhuang postanowił ustanowić permanentną chińską bazę w regionie, nakazując założenie wojskowej kolonii w Yiwu i przywracając urząd Generalnego Protektora Rejonów Zachodnich (西域都护府, Xiyu duhufu). Jednak pomimo dwóch porażek Xiongnu nie zostali definitywnie pokonani i na wiosnę 75 powrócili, zabili Generalnego Protektora i rozpoczęli oblężenie chińskich garnizonów. To w tym momencie, 5 września 75, Liu Zhuang zmarł.

## Dziedzictwo
W 60 Liu Zhuang wybrał na swoją cesarzową córkę Ma Yuana (jej imię osobiste nie jest znane), która cieszyła się poparciem jego matki Yin Lihua. Cesarzowa Ma nie mogła mieć dzieci, ale adoptowała Liu Da (przyszłego cesarza Zhanga), syna Liu Zhuanga urodzonego przez Damę Jia, która była jej kuzynką ze strony matki. Liu Da został mianowany następcą tronu w tym samym dniu w którym obwołano nową cesarzową. Był on piątym synem cesarza, jednak jego starsi bracia zostali urodzeni przez konkubiny niskiego pochodzenia, wybór Liu Zhuanga był zatem zrozumiały, chociaż oznaczał iż pozostawił po sobie bardzo młodego następcę. Porozumienie pomiędzy rodami Ma i Jia nie przyniosło zbyt wiele żadnemu z nich, ponieważ Liu Zhuang hołdował zasadzie iż cesarscy krewni nie powinni brać udziału w rządzeniu. Cesarzowa Ma osobiście dawała przykład skromności, gdyż jej krewni nie otrzymali żadnych lenn ani stanowisk.
Po swojej śmierci Liu Zhuang otrzymał imię świątynne Xianzong ("Znakomity przykład") i imię pośmiertne Xiaoming. Ponieważ imiona pośmiertne wszystkich cesarzy dynastii Han, z wyjątkiem Gaozu i Guangwu, zawierają prefiks xiao, tradycyjnie odnosi się do nich z jego pominięciem, stąd mówimy o cesarzu Mingu. Panowania cesarza Minga i jego syna cesarza Zhanga są często ujmowane jako jeden okres (明章之治, Ming-Zhang zhi zhi) charakteryzujący się pomyślnością i pokojem. Późniejsze pokolenia wychwalały cesarza Minga „za podtrzymywanie ojcowskiego poczucia moralności i umiarkowania, wsparcie dla konfucjańskich zasad oraz efektywność jego rządu”.